# Ruy Guerra
Ruy Alexandre Guerra Coelho Pereira est un réalisateur et scénariste mozambicain habitant le Brésil à partir de 1958, occasionnellement acteur. Né le 22 août 1931 à Lourenço Marques, aujourd'hui Maputo (Mozambique). Ruy Guerra est, avec Glauber Rocha, l'un des réalisateurs importants de la nouvelle vague du cinéma brésilien des années 1960, le Cinema novo.
Il a été élève de l'Institut des hautes études cinématographiques (IDHEC) à Paris de 1952 à 1954.

## Biographie
Fils de colons portugais, Ruy Guerra a vécu son enfance au Mozambique. Il poursuit ses études au Portugal, puis à l'IDHEC en France. Il sera l'assistant de Georges Rouquier et de Jean Delannoy. Il part alors pour le Brésil et participe à la fondation du Cinema Novo avec deux œuvres surprenantes : La Plage du désir (Os cafajestes) en 1962, peinture aiguë des jeunes vitelloni de la petite-bourgeoisie carioca et Les Fusils en 1964, film sur la paysannerie extrêmement pauvre du Nordeste. Treize années plus tard, il coréalise avec Nelson Xavier La Chute (A Queda) qui se présente comme une suite aux Fusils et raconte la destinée de ses personnages retournés en ville. Tendres Chasseurs (1969), tourné en France en langue anglaise, est, en revanche, un film étrange sur un ornithologue enfermé dans une île avec sa femme et son fils. L'année suivante, il met en scène un "film-opéra" tropicaliste Les Dieux et les Morts, mêlant magie et mythes sur fond de rivalités entre fazendeiros du Nordeste. Il écrit les paroles de chansons pour de grands chanteurs brésiliens, tels Chico Buarque. 
En 1980 il retourne au Mozambique où il tourne le premier long métrage du pays, Mueda, mémoire et massacre (Mueda, Memoria e Massacre), récemment indépendant et participe à la création de l'Institut du Cinéma à Maputo.

## Filmographie

### Réalisateur
Cinéma
- 1954 : Quand le soleil dort (court métrage)
- 1955 : Chiens perdus sans collier de Jean Delannoy (assistant) non crédité
- 1957 : SOS Noronha de Georges Rouquier (assistant)
- 1962 : La Plage du désir (Os cafajestes)
- 1963 : Le Tout pour le tout de Patrice Dally (assistant)
- 1964 : Les Fusils (Os Fuzis)
- 1969 : Tendres Chasseurs (Ternos Caçadores)
- 1970 : Les Dieux et les Morts (Os Deuses e os Mortos)
- 1978 : La Chute (A Queda)
- 1980 : Mueda, mémoire et massacre (Mueda, Memória e Massacre)
- 1981 : A Carta Roubada (court métrage)
- 1983 : Eréndira
- 1986 : Opéra de Malandro (Ópera do Malandro)
- 1988 : Fábula de la Bella Palomera
- 1989 : Kuarup
- 2000 : Estorvo
- 2004 : Portugal S.A.
- 2004 : Le Poison de l'aube (O Veneno da Madrugada)
- 2016 : Quase Memória (pt)

Télévision
- 1981 : Histoires extraordinaires: La lettre volée
- 1992 : Me alquilo para soñar (feuilleton)
- 2000 : Monsanto

### Acteur
- 1957 : S.O.S. Noronha de Georges Rouquier : Miguel
- 1962 : Os Mendigos de Flávio Migliaccio
- 1969 : Benito Cereno de Serge Roullet : Benito Cereno
- 1970 : Le Maître du temps de Jean-Daniel Pollet
- 1972 : Les Soleils de l'Ile de Pâques de Pierre Kast
- 1972 : Aguirre, la colère de Dieu (Aguirre, der Zorn Gottes) de Werner Herzog  : Don Pedro de Ursua
- 1976 : A Queda de Ruy Guerra
- 2005 : La Maison de sable (Casa de Areia) de Andrucha Waddington : Vasco de Sá
- 2014 : Sangue Azul de Lírio Ferreira : Mumbebo

## Récompense
- 1964 : Ruy Guerra obtient l'Ours d'argent extraordinaire au Festival de Berlin pour Les Fusils